# Tycherus helleni
Tycherus helleni är en stekelart som beskrevs av Ranin 1983. Tycherus helleni ingår i släktet Tycherus och familjen brokparasitsteklar. Inga underarter finns listade i Catalogue of Life.